# Glesbygd

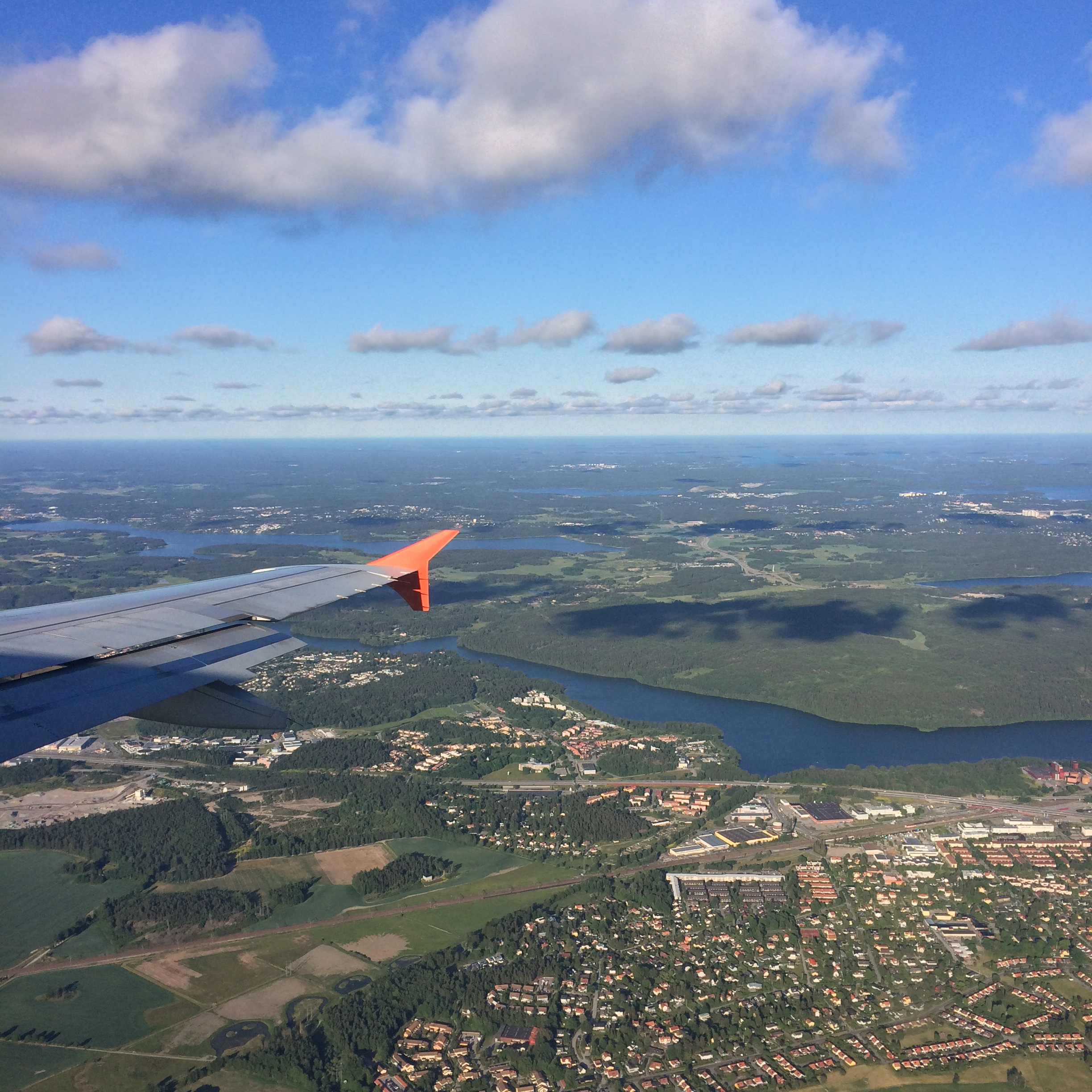
Flygplan färdas över Eds glesbygd i Sverige. Juni 2016.

Glesbygd är enligt svensk befolkningsstatistik den del av Sveriges yta som inte är tätorter. I andra sammanhang avser man med begreppet glest befolkade delar av landet i vilka även mindre tätorter ingår. Glesbygdsverket var tidigare den statliga myndighet som arbetar med glesbygdsfrågor, och myndighetens uppgifter har tagits över av Myndigheten för tillväxtpolitiska utvärderingar och analyser och Tillväxtverket. Dessa har en definition som säger att områden som har mer än 45 minuters bilresa till en tätort med över 3 000 invånare skall definieras som glesbygd, vilket gör att större delen av Norrlands inland, mindre delar av Småland, Öland och Gotland, västra Svealand samt delar av Roslagen och Bergslagen faller inom denna definition. Dock tillkommer även öar utan fast landförbindelse, till exempel Koster och Ven. 
I vardagliga sammanhang definieras glesbygd ofta något mer godtyckligt, vilket kan innebära att landsbygd, eller glesbefolkad landsbygd, betraktas som glesbygd, alternativt att glesbefolkade regioner som helhet anses utgöra glesbygd även inklusive relativt stora tätorter.[källa behövs]
De svenska kommuner som har flest invånare (2005) i vad som klassas som glesbygd är
- Öckerö kommun (12 231)
- Gotlands kommun (10 086) en del av kommunen)
- Åre kommun (9 827)
- Pajala kommun (6 798)
- Storumans kommun (6 507)

### Fotnoter
1. ↑  ”Glesbygd”. Nationalencyklopedin. http://www.ne.se/uppslagsverk/encyklopedi/l%C3%A5ng/glesbygd. Läst 26 oktober 2017.